# Picot campestre
El picot campestre (Colaptes campestris) és un gran picot sud-americà de la família dels pícids.
Mesura uns 32 cm de llarg, amb esquena i ales marrons llistades de blanc, i el pit groc.
Habita zones de pasturatges, savanes i matoll i pot ser trobat a l'Argentina, Bolívia, Brasil, el Paraguai, Suriname i l'Uruguai.

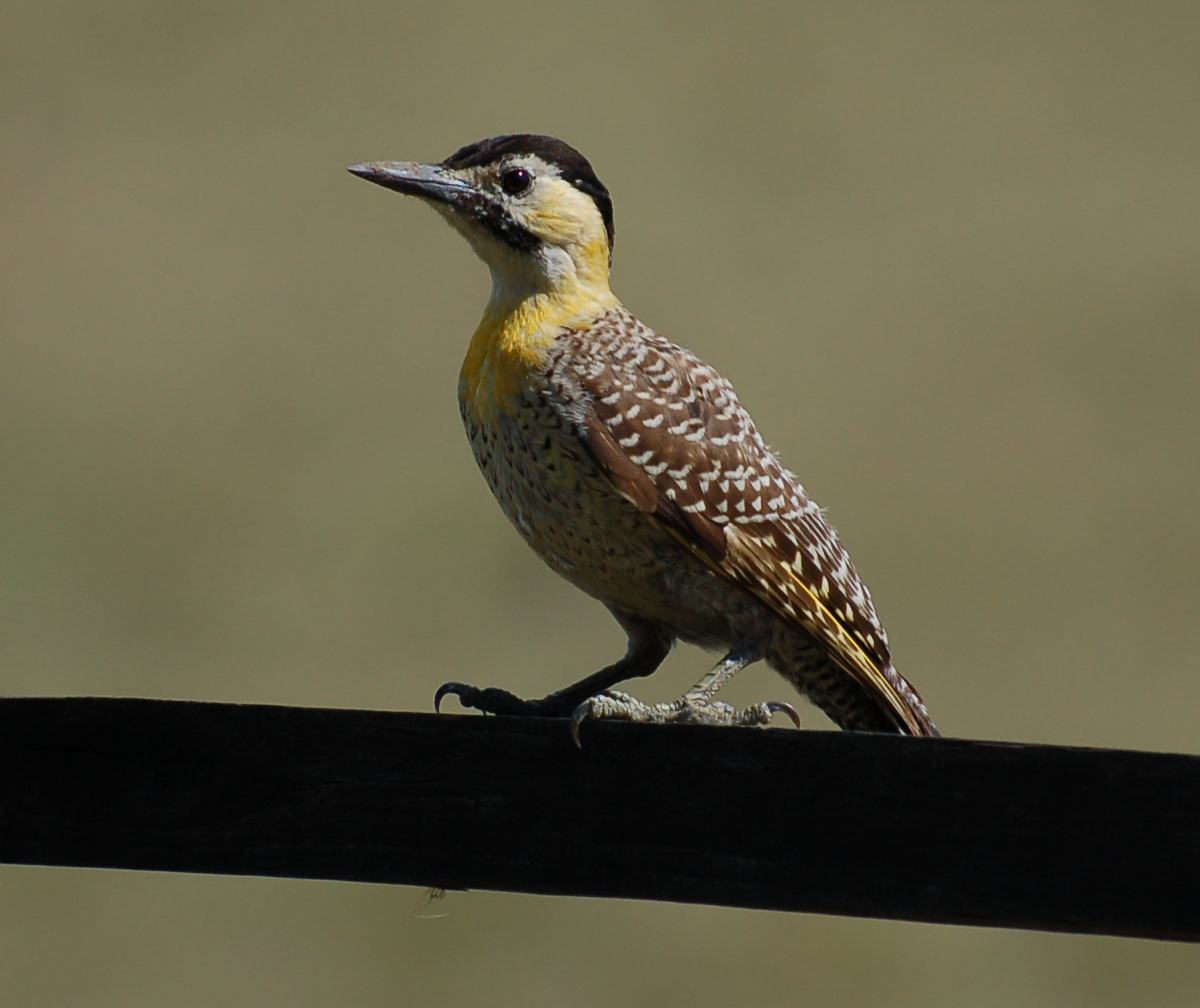
C. c. campestroides.